# Capasa pyrrhophaeata
Capasa pyrrhophaeata är en fjärilsart som beskrevs av Walker 1862. Capasa pyrrhophaeata ingår i släktet Capasa och familjen mätare. Inga underarter finns listade i Catalogue of Life.